# Take Asai
Take Asai (in giapponese 浅井タケ?), prima del matrimonio Take Yamada, il cui nome in lingua ainu era Tahkonanna o Taxkonanna (in ainu: タㇵコナンナ; Otasfu, 5 aprile 1902 – Sapporo, 30 aprile 1994) è stata una donna ainu, ultima parlante nativa della lingua ainu di Sachalin, una delle tre varianti della lingua ainu.

## Biografia
Take Yamada nacque nel kotan (villaggio Ainu) di Otasfu, sulla costa occidentale dell'isola di Sachalin. Il suo nome in lingua ainu di Sachalin era Tahkonanna o Taxkonanna. Suo padre era Chikuyupi Yamada (in ainu Shapo), la madre si chiamava Tetsuko (in ainu Tekakunkemah). Molto piccola perse la vista. Il padre morì quando lei era molto piccola, la madre quando aveva 18 anni. Rimasta orfana, si trasferì da parenti nel villaggio di Raichishika. Qui sposò Masaru Asai.
La coppia si è trasferita ad Hokkaidō dopo il termine della seconda guerra mondiale, in seguito alla cessione della parte meridionale dell'isola all'Unione Sovietica. L'occupazione sovietica aveva infatti spinto pressoché tutti i giapponesi e la grande maggioranza degli ainu che vivevano su Sachalin ad abbandonare l'isola. L'arrivo dei coloni da tutta l'Unione Sovietica (non soltanto russi, ma anche altri gruppi etnici) portò alla scomparsa in breve tempo degli ainu di Sachalink. È probabile che sull'isola ci siano ancora degli ainu, ma stando ai dati dei censimenti, non si dichiarano tali, e non utilizzano più la lingua ainu di Sachalin.
Il marito morì nel 1961. Nel 1974 entrò in una casa di riposo di Monbetsu. Nel 1984 entrò in contatto coi linguisti dell'International Committee for the Restoration and Assessment of Bronislaw Pilsudski's Work (ICRAP), ed in particolare con la linguista Kyōko Murasaki, che ne raccolsero e registrarono le testimonianze ed i racconti. Questi ultimi furono poi editi dalla Murasaki, sia online che in volume.
Take Asai venne ricoverata all'ospedale di Sapporo nel maggio del 1993, dov'è morta il 30 aprile del 1994.
Il ruolo della Asai è ritenuto dagli studiosi non solo fondamentale per il progetto ICRAP, ma addirittura decisivo per i futuri studi sugli ainu.